# Blakk Totem
Blakk Totem foi uma banda de heavy metal formada em 1993 por Hasse Hal Patino, baixista da banda King Diamond

## Temas abordados em suas composições
Pecados, anjos, céu, inferno, morte e dor

## Integrantes

### Última formação
- Pete Blakk - voz, guitarra
- Sven Cirnsky - guitarra
- Jens Lundahl - baixo
- Jaime Salazar - bateria

### Ex-integrantes
- Hasse Hal Patino - baixo

## Discografia

### EP
- Blakk Tottem (1995)

### Álbuns
- The Secret Place (1996) re-lançado em 2009 com 3 músicas bonus
- Metal Militia - A Tribute to Metallica II (1996), tocando um cover da música Battery.

### Curiosidades
Atualmente forums e comunidades afirmam que a banda Megadeth supostamente teria feito um cover da música Battery do Metallica, mas na verdade esse cover foi feito pela banda Blakk Totem em sua participação no álbum de tributo ao metallica "Metal Militia - A Tribute to Metallica II", como a voz de Pete Blakk está muito parecida com a de Dave Mustaine, muitos pensaram ser o Megadeth.